# 5562 Sumi
5562 Sumi este o planetă minoră (asteroid), cu un diametru de 4,473 km, din centura de asteroizi. A fost descoperită pe 4 noiembrie 1991 la Kushiro de Seiji Ueda⁠(d). 
Obiectul prezintă o orbită caracterizată de o semiaxă mare de 2,4853221 UAi, o excentricitate de 0,1132434, o înclinație de 7,6237 ° în raport cu ecliptica.